# آی‌پد (نسل هشتم)
آی‌پد ۱۰/۲ اینچی  (به طور رسمی آی‌پد (نسل هشتم)) رایانه لوحی است که توسط شرکت اپل به عنوان جانشین آی‌پد نسل هفتم تولید و به بازار عرضه شده است. این نمایشگر دارای همان صفحه نمایش ۱۰/۲ اینچی رتینا قبلی با صفحه نمایش SoC است که به پردازنده اپل A۱۲ یایونیک ارتقا یافته و از نظر اپل ۴۰٪ سریعتر است. علاوه بر این، سنسور آی‌پد به نسخه سریعتر و نسل دوم ارتقا یافت. در ۱۵ سپتامبر سال ۲۰۲۰ در رویداد اپل اعلام شد و در ۱۸ سپتامبر سال ۲۰۲۰ منتشر شد. 
این محصول از نسل اول اپل پنسل پشتیبانی می کند و دارای یک اتصال هوشمند برای اتصال صفحه کلید است.